# Magnitogorsk
Magnitogorsk (em russo: Магнитогóрск, livremente traduzido como "cidade da montanha-ímã") é uma cidade mineira e industrial localizada próximo ao leito do Rio Ural, no Oblast de Cheliabinsk, na Rússia.
A cidade sediaria uma das maiores obras da industrialização do primeiro plano quinquenal da União Soviética. Stálin o tinha objetivo de construir a primeira cidade planejada do mundo nas redondezas da mineradora. Para tanto, foi contratada uma firma americana, a Arthur McKee & Co, para desenhar a planta industrial da mineradora e treinar os operários que ergueriam a planta industrial, que seria semelhante à da U.S. Steel em Gary, Indiana. A Magnitogorsk Iron & Steel Works foi inaugurada em 1933. Durante a Segunda Guerra Mundial, a Magnitogorsk Iron & Steel Works foi responsável pela produção de aproximadamente um terço dos projéteis e metade dos tanques usados na guerra pelos soviéticos contra os exércitos do Eixo. 40% orçamento da cidade é oriundo da atividade mineira da Magnitogorsk Iron & Steel Works.
Fundada em 1743, a cidade foi batizada em homenagem à montanha Magnitnaya, composta quase inteiramente por ferro puro, uma anomalia geológica. Geograficamente, fica em 53° 23′ N, 59° 02′ L, no lado leste da extremidade sul dos Montes Urais. A população da cidade em 2002 era de 418 545, pouco menor que a calculada pelo censo de 1989 (440 321). É a segunda maior cidade russa que não serve como centro administrativo de uma das subdivisões da Rússia.
Magnitogorsk fica no fuso horário de Ecaterimburgo (YEKT/YEKST). O código postal da cidade é 455000, e seu código de área internacional é +7 (3519).

## Naturais de Magnitogorsk
Ala Szerman, empresária brasileira e professora de educação física.

## Esporte
A cidade de Magnitogorsk é a sede do Estádio Central e do FC Magnitogorsk, que participa do Campeonato Russo de Futebol.